# Lista över Karibiens musikgenrer
Musiken i Karibien är en skiftande gruppindelning av musikgenrer. De är alla synteser av afrikanska, europeiska, indiska och inhemska influenser. Några av stilarna har blivit populära över hela världen, såsom reggae, zouk, salsa, calypso, reggaeton och punta.

## Lista
Antigua och Barbuda

- Soca
- Calypso
- Steel pan

 Bahamas

- Junkanoo
- Rake and Scrape
- Goombay

 Barbados

- Calypso
- Calypso jazz
- Steel pan
- Ringbang
- Soca
- Spouge
- Tuk

 Belize

- Punta
- Punta rock
- Brukdown
- Garifuna
- Reggae
- Roots reggae
- Lovers rock
- Dancehall
- Dub Poetry
- Calypso
- Soul
- Reggaeton
- Bachata
- Cumbia
- Country

 Colombia

- Cumbia
- Porro
- Salsa
- Champeta
- Vallenato
- Tropipop
- Mapalé
- Merecumbé
- Puya
- Tambora

 Kuba

- Abwe
- Areito
- Batá
- Batá-rumba
- Bolero
- Cha-cha-cha
- Changui
- Charanga
- Conga
- Comparsa
- Danzón
- Habanera
- Mambo
- Mosambique
- Nueva trova
- Rumba
- Salsa
- Son
- Son-batá
- Timba
- UP

 Curaçao

- Tambú
- Tumba
- Zumbi
- Seú
- Ritmo Kombiná
- Wals

 Dominica

- Bélé
- Bouyon
- Cadence-lypso
- Compas
- Jing-Ping
- Soca

 Dominikanska republiken

- Bachata
- Gaga
- Merengue
- Salve
- Salsa
- Reggaeton

 Haiti

- Compas
- Conbite
- Cadence rampa
- Haitisk hiphop
- Kadans
- Mini-jazz
- Mizik rasin
- Méringue
- Rara
- Zouk

 Jamaica

- Dancehall
- Dub
- Kumina
- Lovers rock
- Mento
- Nyabinghi
- Ragga
- Reggae
- Rocksteady
- Roots reggae
- Ska
- Soca

 och  Martinique och Guadeloupe

- Zouk
- Compas
- Bèlè ("Bel Air" på Martinique)
- Biguine
- Dancehall
- Gwo ka (på Guadeloupe)
- Ragga
- Reggae

 Puerto Rico

- Bomba
- Danza
- Décima
- Plena
- Reggaeton
- Salsa

 Saint Kitts och Nevis

- Soca
- Calypso
- Steel pan
- Stringband

 Saint Lucia

- Kont
- Soca

 Saint Vincent och Grenadinerna

- Soca
- Calypso
- Steel pan
- Strig Band
- Dancehall
- Chutney
- Big Drum
- Chutney-soca

 Trinidad och Tobago

- Calypso
- Chut-kai-pang
- Chutney
- Chutney-soca
- Dancehall
- Extempo
- Gospelypso
- Pan
- Parang
- Pichakaree
- Rapso
- Reggae
- Soca
- Steel Pan
- Yahdees

 Brittiska Jungfruöarna och  Amerikanska Jungfruöarna

- Soca
- Calypso
- Steel pan
- Scratch band
- Strig Band
- Reggae
- Reggaeton
- Salsa
- Bachata
- Merengue
- Compas
- Zouk
- Rap
- Hiphop
- R&B
- Rock'n'roll